# 新加坡仙姑殿
新加坡仙姑殿（英語：Xiangudian Temple），創立於1992年11月17日（農曆壬申年十月二十三日），最初設於後港3巷大牌251號的住家內，為一座家庭式廟宇。

## 历史

### 早年
創廟之初，仙姑殿主祀八仙之一的女仙何仙姑，其餘七仙分別為铁拐李、吕洞宾、张果老、曹国舅、汉钟离、韩湘子、蓝采和。

### 搬遷與發展
隨著前來參拜的信眾逐年增加，原本的場地無法應付日益增長的人流量。1996年（農曆丙子年），廟宇遷至芽籠25巷一棟兩層樓的私人建築，以提供更寬敞的空間進行宗教活動。新殿耗资800万新元，主祀何仙姑，其神像高約十尺，其他七仙神像各高八尺。殿內亦供奉道教及民間信仰的多位神祇，包括玉皇大帝、虎爺公、拿督公等。此外，廟中設有以千斤黃銅鑄成的玉皇香爐，以及以六噸重花崗岩圍成的許願池。
2002年7月27日（農曆壬午年六月十八日），仙姑殿正式遷入位於淡濱尼路的一棟五層樓高新廟宇。該建築由廟方自行構思與設計，整體造型以蓮花為主題，正殿前豎立有高達2.5公尺的「仙姑殿」金色字樣。

## 慶典活動
每年農曆八月初八，仙姑殿會舉辦「八仙瑤池大會」以慶祝何仙姑的聖誕。因應參與人數眾多，活動多在德福巷廣場舉行，以容納千人宴席及其他慶典活動。

## 外部連結
- - 仙姑殿网站 （页面存档备份，存于）